# Маттерхорн (фильм)
«Маттерхорн» (нидерл. Matterhorn) — полнометражный дебют голландского режиссёра Дидерика Эббинге.

## Сюжет
В голландской деревне, где сильны патриархальные традиции, живёт вдовец Фред. Он примерный член общины и прихожанин местной церкви. В своё время он выгнал из дома сына за то, что тот гомосексуал. Фред встречает бродягу Тео и из чувства сострадания селит его у себя дома. Вскоре между ними возникают дружеские отношения, в которых соседи ошибочно усматривают сексуальную подоплёку. В результате столкновений с окружающими Фред сможет в итоге понять и принять своего сына.
Режиссёр фильма подчёркивает, что это история не о конфликте с общественными нормами, не о сломе стереотипов, а о внутреннем конфликте человека, об осознании себя таким, как ты есть, и освобождении.

## Критика
GayRussia.Ru и Gay.ru обратили внимание на получение фильмом призов на 35-м Московском международном кинофестивале, в то время как в России принимаются законы о запрете «пропаганды гомосексуализма». Ряд критиков считают это демонстрацией оппозиционности курсу властей По словам программного директора ММКФ Кирилла Разлогова, «представители ФСБ, курирующие культуру», выразили неудовольствие тем фактом, что фильм был отобран в конкурс фестиваля и получил зрительский приз.

## Награды
- 35-й Московский международный кинофестиваль:
  - Приз зрительских симпатий[7]
  - Приз Гильдии киноведов и кинокритиков[8]
- Роттердамский кинофестиваль 2013:
  - Приз зрительских симпатий[9]